# LEVIN
LEVIN（レビン、6月3日 - ）は、日本のドラマー。大阪府豊中市出身。ロックバンド・La'cryma Christi、及びTHE HUSKYのドラマー。身長153cm。

## 来歴
1992年、STRIPPE-D-LADYに加入。1994年、バンド名をLa'cryma Christiに改める。1997年5月8日、ポリドール・レコードよりシングル「Ivory trees」でメジャーデビュー。 
- 2007年
  - 1月20日、音楽性や活動方針の相違により、La'cryma Christi解散。
  - 8月25日、8月26日に渋谷CC・Lemonホールで行われたキリトのソロライブにサポートとして参加。
  - 11月、バンドTHE HUSKYを結成。

- 2008年
  - HOT ROD CRUEのライブにサポートドラマーとして参加。
  - TOSHI with T-EARTHのライブにサポートドラマーとして参加。

- 2009年
  - ALvinoのライブにサポートドラマーとしてとして参加。
  - GUITAR STUDY 3に参加。
  - 10月24日、La'cryma ChristiがV-ROCKフェスティバルにてKOJIを含む5人で「一夜限りの」再結成[1]。同日、2010年のツアー開催を発表。

- 2010年
  - ベッキーのライブにサポートドラマーとして参加。
  - PENICILLINのHAKUEIと千聖による期間限定ユニットnano（ナノ）のサポートドラマーとして参加。
  - ベッキー、 TETSUYAのテレビ収録に参加。
  - ピコのメジャーデビューシングル『Story』 のレコーディング、PVに参加。
  - 彩冷えるインテツとのセッションライブに参加。
  - ALvino翔太 presents「うたのわ」vol.1に参加。
  - フランス、イタリア、ドイツ、ベルギーで開催されるJAPAN ANIME LIVEにピコのサポートドラマーとして参加。
  - ピコのメジャーデビュー後、初ワンマンライブにサポートドラマーとして参加。
  - La'cryma Christiライブツアー。

- 2011年
  - クラシックロックジャムに参加。
  - THE HUSKYヴォーカル脱退により、活動休止。
  - ALvinoのライブにサポートドラマーとして参加。
  - ピコのライブにサポートドラマーとして参加。テレビ収録に参加。
  - 西川貴教主演ミュージカルROCK OF AGESにドラマーとして参加。

- 2012年
  - ALvinoのライブにサポートドラマーとして参加。
  - 2011年に再結成したEins:Vierのライブにサポートドラマーとして参加。
  - ピコのライブにサポートドラマーとして参加。テレビ収録に参加。
  - La'cryma Christi15周年ライブツアー。
  - 葵-168-one sixty eight-のライブにサポートドラマーとして参加。

- 2013年
  - 石月努のライブにサポートドラマーとして参加。
  - 葵-168-one sixty eight-のライブにサポートドラマーとして参加。
  - Eins:Vierのライブにサポートドラマーとして参加。
  - DEAD ENDのトリビュートアルバムに参加。
  - ライチ☆光クラブ のライブにサポートドラマーとして参加。
  - La'cryma Christiライブツアー。
  - ALvinoのライブにサポートドラマーとして参加。
- 2014年
  - ライチ☆光クラブのライブにサポートドラマーとして参加。
  - 石月努のライブにサポートドラマーとして参加。
  - HOT ROD CRUEのライブに参加。
  - プライベートスタジオlab.L（ラボエル）が完成。
  - 喜多村英梨のアルバムに参加。
  - ALvinoのライブにサポートドラマーとして参加。
- 2015年
  - ライチ☆光クラブのライブにサポートドラマーとして参加。
  - 石月努のライブにサポートドラマーとして参加。
  - クリスタルビートのドラムセットを導入。
  - ALvinoのライブにサポートドラマーとして参加。
- 2016年
  - HAKUEI Solo のライブにサポートドラマーとして参加。
  - LUKE篁のライブにサポートドラマーとして参加。
  - デーモン閣下のディナーショーにサポートドラマーとして参加。
  - ALvinoのライブにサポートドラマーとして参加。
- 2017年
  - 石月努のライブにサポートドラマーとして参加。
  - HIROのアルバム、ライブに参加。
  - デーモン閣下のライブにサポートドラマーとして参加。
  - luzのライブにサポートドラマーとして参加。
  - LUKE篁のライブにサポートドラマーとして参加。
  - ALvinoのライブにサポートドラマーとして参加。

- 2018年
  - ベーシストMASAKIのライブに参加。
  - Sakura、shuji、LEVINによるBusker Noirに参加。
  - HAKUEI MANのライブにサポートドラマーとして参加。
  - LUKE篁のライブにサポートドラマーとして参加。
  - 石月努のライブにサポートドラマーとして参加。
  - wyseのライブにサポートドラマーとして参加。

- 2019年
  - wyseのライブにサポートドラマーとして参加。
  - WARROCKのライブにサポートドラマーとして参加。
  - HAKUEI MANのライブにサポートドラマーとして参加。
  - luzのライブにサポートドラマーとして参加。
  - ももいろクローバーZのレコーディングに参加。
  - 櫻井有紀のライブにサポートドラマーとして参加。
  - デーモン閣下のライブにサポートドラマーとして参加。
  - クラシックロックジャムに参加。

- 2020年
  - 石月努のライブにサポートドラマーとして参加。
  - luzの配信ライブにサポートドラマーとして参加。
  - ベーシストMASAKIの配信ライブに参加。
  - LEVI CHANNEL（YouTube）にてLORとしてオリジナル曲を発表。

- 2021年
  - ガールズバンドGacharic Spinのライブにサポートドラマーとして参加。
  - luzのライブにサポートドラマーとして参加。
  - ベーシストMASAKIのライブに参加。

- 2022年
  - luzのライブにサポートドラマーとして参加。
  - 元FANATIC◇CRISISのメンバーによるバンド「FANTASTIC◇CIRCUS」のライブにサポートドラマーとして参加[2]。
  - XOXO EXTREMEのレコーディングに参加。
  - NACHERRYのレコーディングに参加。

- 2023年
  - FANTASTIC◇CIRCUSのライブにサポートドラマーとして参加[3]。
  - SHAZNAの30周年配信ライブにサポートドラマーとして参加。
  - KOUKI(fromダウト) のライブにサポートドラマーとして参加。
  - luzのライブにサポートドラマーとして参加。

## 人物
- 中学生の頃から兄の影響でハードロックを聴き始め、モトリー・クルー、オジー・オズボーン、ラウドネスを聴きはじめるようになる。その後高校へ進学してドラムを始める。
- 「可愛い」と言われるのが嫌で、バンドの中で一番男らしいと思ったドラムを始めた。しかし、何をやっても「可愛い」と言われる。
- スティック回しやスティック投げを得意とする。踊るようにドラムを叩く独特な奏法も特徴である。
- パールのドラムを使用。色は黄色。ライブによって異なる独特なセッティングも見所のひとつである。
- 2011年に新しいドラムセットを製作。カラーはカーキとブラックのツートンカラーに赤いラインの入ったもの。宇治金時カラーと本人は言っている。サイズもこだわっている。
- 小柄（公称5mm、5g）でヴィジュアル系ブーム期は体格と髪型からしばしば西川貴教に似ていると指摘された。
- 好きな物は、スタートレックとラーメン、ダックスフント。
- 愛犬は、ダックスフントのデータ。2011年11月7日14歳で天国へ旅立った。
- 愛車は、ミニ。
- バイクが好きで、ハーレーダビッドソンやビッグスクーターなど、色々なバイクに乗っている。
- お笑いが好きで特に好きな芸人はサンドウィッチマン。
- La'cryma Christiの元メンバーのKOJIとは、高校の同級生。
- 好きなドラマーはジョン・ボーナム、ランディ・カスティロ、ジェイムス・コタック、トミー・リー、ブラス・エリアス、ゾルタン・チャーニー、チャド・スミス、ロバート・スウィート、トミー・アルドリッジ、ヴィッキー・フォックス、エリック・シンガー、コージー・パウエル、アレックス・ヴァン・ヘイレン、樋口宗孝。
- 西川貴教が発起人となって開催されたSTUND UP JAPANのチャリティーオークションでは、愛用のスネアを出品。高額で落札された。
- 都内にスタジオlab.Lを作り、レコーディングだけでなくファンイベントなどを行っている。
- 2006年11月から毎日ブログを書き続けている。オフィシャルブログ LEVILIMIT
- FANATIC◇CRISISやEins:Vierなど、再結成した同世代のヴィジュアル系バンドのサポートドラマーとして呼ばれることが多い。
- 高校時代にMARINOのドラマー板倉"JUN"淳に師事していた。